# Anacardium excelsum
Anacardium excelsum är en sumakväxtart som först beskrevs av Bert. & Balb., och fick sitt nu gällande namn av Homer Collar Skeels. Anacardium excelsum ingår i släktet cashewsläktet, och familjen sumakväxter. Inga underarter finns listade i Catalogue of Life.